# Desmodium parkinsonii
Desmodium parkinsonii är en ärtväxtart som beskrevs av William Botting Hemsley. Desmodium parkinsonii ingår i släktet Desmodium och familjen ärtväxter. Inga underarter finns listade i Catalogue of Life.